# Vojenský hřbitov (Chlum u Všestar)
Vojenský hřbitov v Chlumu u Všestar na Královéhradecku se nachází jihozápadně od vsi, na jižním okraji vrcholové plošiny vrchu Chlum. Hřbitov o ploše 838 m² je spolu s dalšími pomníky a památníky na místech bojiště chráněn jako nemovitá Kulturní památka České republiky. Je součástí památkové zóny „Areál bojiště bitvy 1866 u Hradce Králové“, prohlášené Ministerstvem kultury ČR vyhláškou č. 208/1996 Sb.

## Historie
3. července 1866 proběhla severozápadně od městské fortifikace Hradec Králové jedna z bitev prusko-rakouské války, známá jako bitva u Hradce Králové. Na bojišti v rozsáhlé lokalitě mezi řekou Labe a vesnicemi Hořiněves, Benátky, Sadová, Mokrovousy a Dolní Přím, zůstalo téměř 8 000 mrtvých a více než 23 000 raněných vojáků. Téměř okamžitě po skončení bojů byly budovány pomníky a památníky bitvy, mrtví vojáci i jejich velitelé byli pohřbíváni většinou na místě bojů. V areálu historického bojiště se nachází více než 460 pomníků, pohřebišť a symbolických památníků. Jednou z lokalit závěrečných bojů je vyvýšenina Chlum mezi obcemi Chlum a Lípa, kde proběhla bitva bezprostředně po boji na vrchu Svíb mezi obcemi Máslojedy a Čistěves. Roku 1888 vznikl Komitét pro udržování pomníků na bojišti Králové-hradeckém. Každý rok začátkem července se na místě bojiště konají pietní vzpomínkové akce k výročí bitvy. Setkání vrcholí velkou bitevní ukázkou.

## Hmotné památky

### Pruský vojenský hřbitov
Hřbitov leží přibližně 250 metrů západně od kostela Proměnění Páně při jižní straně polní cesty. Má obdélný půdorys, na kratší východní straně je vchod.

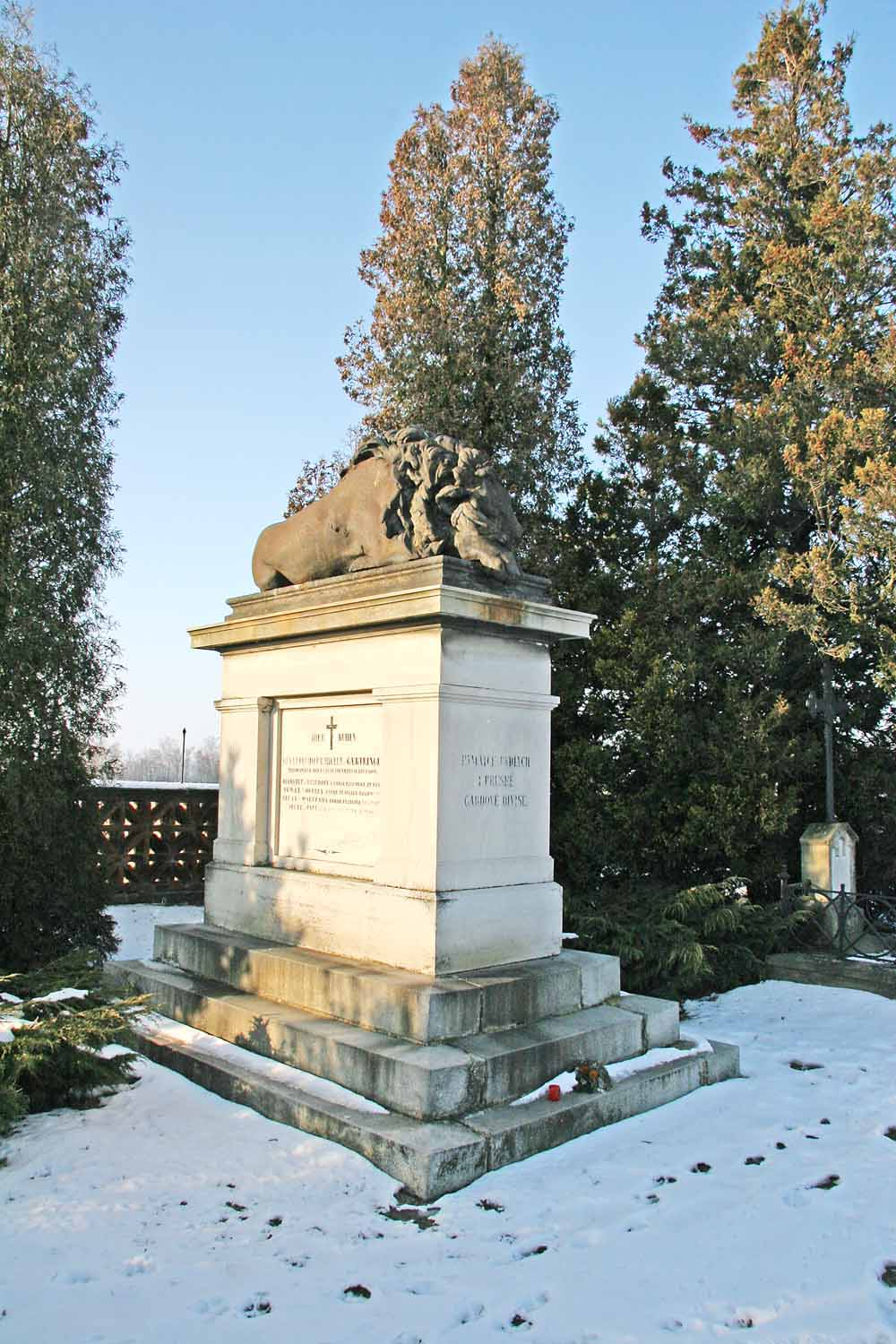
Pomník pruské 1. gardové pěší divize

Naproti vchodu u západní strany hřbitova se nachází pomník pruské 1. gardové pěší divize – vysoký mramorový podstavec, na jehož vrcholu je bronzová plastika spícího lva. Pomník věnovali důstojníci gardové pěší divize (pomník č. 199).
Uprostřed jižní delší strany vlevo od vchodu byl vztyčen litinový kříž na pískovcovém podstavci, věnovaný všem padlým rakouským a pruským vojákům v bitvě u Chlumu (pomník č. 200).
Dalším výrazným pomníkem je pomník rakouského 46. pěšího pluku – zlomený sloup zhotovený z pískovce a ozdobený pískovcovým věncem. Pomník stál do roku 1975 na jihovýchodním okraji vsi, poté byl přemístěn na hřbitov vlevo od vchodu do jihovýchodního rohu. Věnoval jej pluk, vysvěcen byl 30. června 1868 (pomník č. 31).
Na hřbitově kryjí hroby obětí války ještě dvě tumby, dvě záklopní desky, jeden pískovcový balvan, čtyři pískovcové typové pyramidy, z nichž jedna stojí u čtyř neoznačených hrobů (pomník č. 251), a dva ohraničené hroby s křížem, ve kterých jsou pohřbeny přenesené ostatky tří pruských důstojníků.
Pseudogotická tumba pruského pplk. a velitele střeleckého praporu 1. gardového pěšího pluku Heinricha Gottfrieda Ernsta von Helldorfa je bohatě zdobená (pomník č. 198).
Druhá pískovcová tumba věnovaná pruskému poručíku Hansi von Papemu od 2. gardového pěšího pluku je zdobená reliéfem erbu (pomník č. 194).
Pískovcová záklopní deska, věnovaná pruským ministerstvem války, kryje hrob pruského npor. Oscara Vogeleye od gardového střeleckého pluku (pomník č. 195).
Druhá pískovcová záklopní deska zdobená reliéfem erbu, též věnovaná pruským ministerstvem války, kryje hrob pruského por. Hanse Gustava svobodného pána von Maltzahna od gardového střeleckého pluku (pomník č. 196).
Pískovcový balvan kryje hrob pruského gpor. Johanna Wilhelma svobodného pána Hillera von Gärtringena, velitele 1. gardové pěší divize (pomník č. 197).
Pískovcová pyramida věnovaná rodinou rakouskému ppor. Jaroslavu Jičínskému od 52. pěšího pluku (pomník č. 32).
Pískovcová typová pyramida rakouského setníka Franze Sángera od 8. dělostřeleckého pluku, kterou věnoval Komitét (pomník č. 267).
Pískovcová typová pyramida s nápisem: "Památce třiceti pruských vojínů a jednoho c. k. poručíka" (pomník č. 212).
Přenesený hrob – kříž typu č. 12 pruského por. Richarda Gusovia od východopruského mysliveckého praporu č. 1. Hrob se původně nacházel v zahradě čp. 9. Roku 1936 byly ostatky exhumovány při rozšiřování stavení a přeneseny na hřbitov (pomník č. 201).
Přenesený hrob – kříž typu č. 12 dvou pruských důstojníků byl věnován johanity (pomník č. 203).

### Hřbitov u kostela v Chlumu
Na hřbitově u kostela Proměnění Páně v Chlumu je pohřbeno několik důstojníků padlých v bitvě roku 1866 – například pruský mjr. Heinrich Richard von Reusse od 2. gardového pěšího pluku a dva pruští důstojníci, jejichž ostatky sem byly přeneseny ze zaniklého hrobu (zaniklý pomník č. 262), jsou pohřbeni ve společném hrobě zatíženém žulovým balvanem (pomník č. 202). Pod vysokým žulovým křížem ozdobeným bronzovou trnovou korunou je pohřben rakouský mjr. a křídelní pobočník vrchního velitele Ferdinand Graf Grünne. Kříž s bronzovým erbem na soklu věnovala rodina (pomník č. 25). Hrob rakouského gmjr. Ferdinanda Poschachera von Poschach, velitele brigády od I. armádního sboru, je označen pseudogotickým pískovcovým náhrobkem s křížem zdobeným kamenným věncem. Pomník věnovala rodina, ostatky byly přeneseny na hřbitov po exhumaci z hromadného hrobu 24. dubna 1867 (pomník č. 26).

### Pomníky v obci
Mohutný mramorový kříž stojící na skalce uprostřed obce věnovala rodina rakouskému setníku Oscaru Beckersovi hraběti zu Westerstetten od 46. pěšího pluku (pomník č. 28).
Vlevo od kříže se nachází pískovcový pomník věnovaný rakouskému ppor. a prapornímu adjutantovi Oscaru Stelzneravi od 34. pěšího pluku, věnovaný rodinou. Pomník byl přemísťován a kříž je uražený (pomník č. 29).

### Ossarium se žulovým sarkofágem

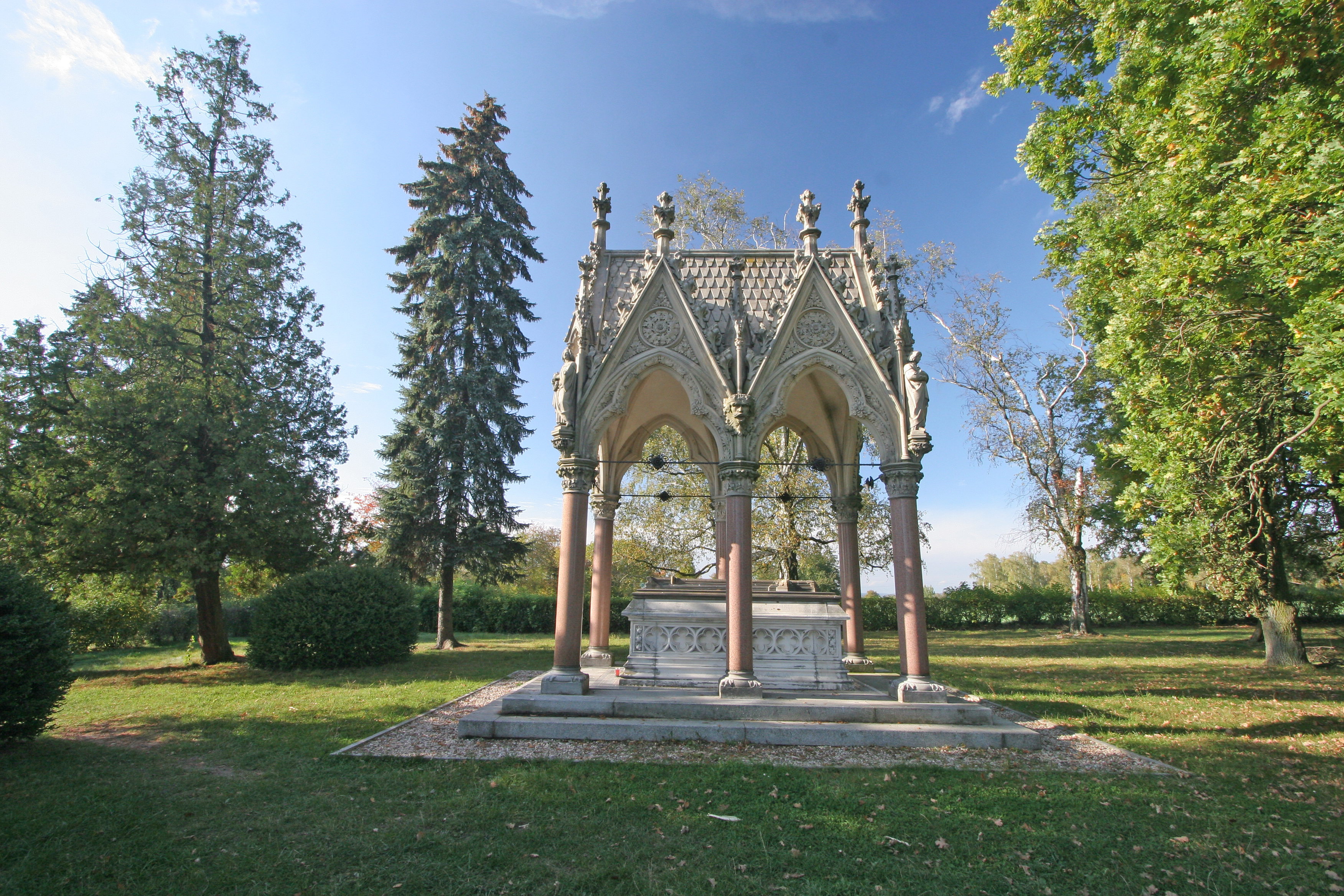
Ossarium

Pseudogotické ossarium západně od pruského hřbitova bylo původně zhotoveno z litavského vápence a vysvěceno 2. listopadu 1899. Dal jej zhotovit vídeňský stavební rada Wasserburger podle plánů prof. F. v. Schmidta z Vídně, práce řídil F. Vondráček z hořické školy. Ta stavbu realizovala. Pro špatný stav bylo ossarium sneseno, nově postaveno z hořického pískovce roku 1936. Žulový sarkofág je krytý střechou na šesti sloupech. Každý rok na výročí bitvy jsou zde ukládány ostatky nalezené na různých místech bojiště. U ossaria se nachází mramorová nápisní deska na žulové skalce, která nese bronzový portrét prvního protektora Ústředního spolku pro udržování vojenských pomníků Viléma prince ze Schaumburg-Lippe. Model portrétu zhotovil prof. hořické školy Moriz Černil, pomník byl odhalen 24. května 1908. Věnoval jej Ústřední spolek (pomník č. 416).

### Pomník rakouského I. armádního sboru

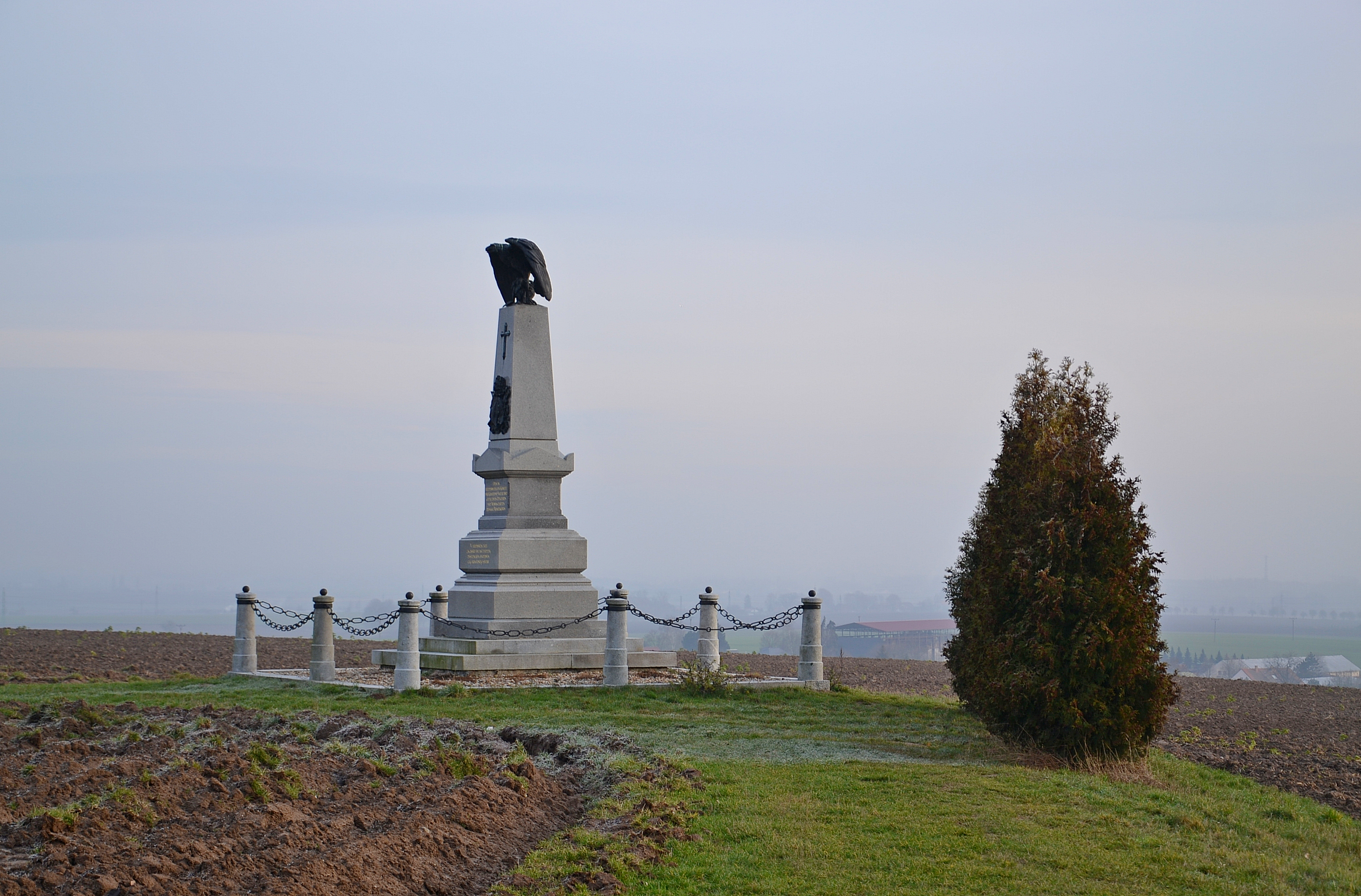
Pomník rakouského I. armádního sboru

Obelisk byl zhotoven ze šedé mauthausenské žuly, ozdoben bronzovými vojenskými emblémy a jeho vrchol obohacen o bronzovou plastiku orla. Památník věnovaný Paulem Wasserburgerem z Vídně byl odhalen 11. října 1896 jihovýchodně od pruského hřbitova (pomník č. 296).

### Pomník rakouské jízdní dělostřelecké baterie č. 7./VI1I

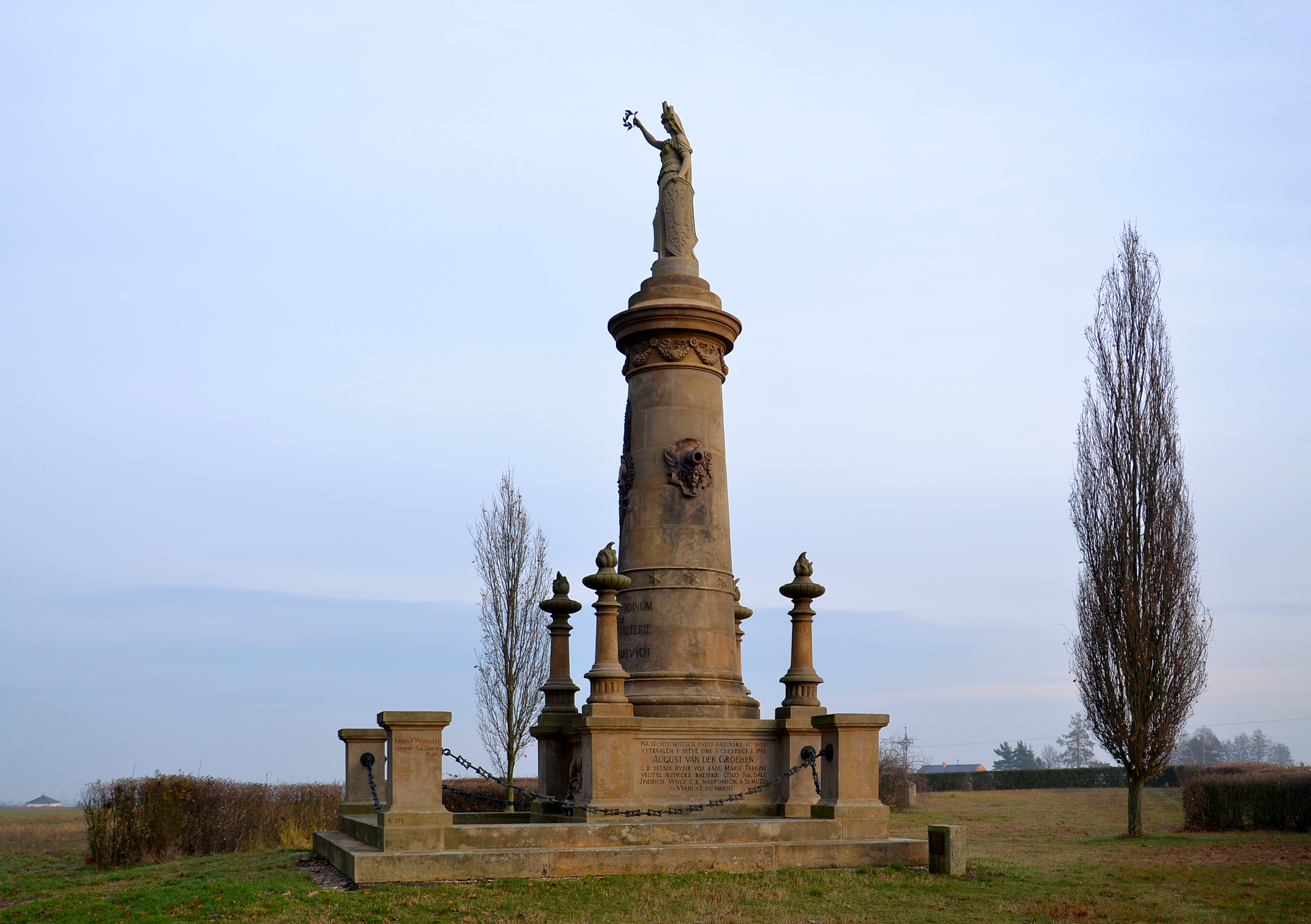
Pomník "Mrtvé baterie" - rakouské jízdní dělostřelecké baterie č. 7./VI1I

Pomník rakouské jízdní dělostřelecké baterie č. 7./VI1I, takzvané "Mrtvé baterie", tvoří pískovcový sloup, který má na svém vrcholu sochu Austrie. Je zdoben bronzovými reliéfy a drobnými plastikami s vojenskými náměty. Pomník byl zhotoven Janem Janderou z Hořic podle návrhu architekta Václava Weinzettla. Sochu Austrie zhotovil Antonín Šešina z Hořic podle návrhu prof. Arnošta Poppa. Firma V. Maška z Prahy - Karlína dodala pro pomník bronzové odlitky, měděný věnec cizelér František Houdel z Prahy, železné řetězy bratři Pechánkovi z Hořic. Pomník pořízený nákladem Komitétu s přispěním vojenského řádu Marie Terezie a rakouského dělostřelectva byl odhalen 3. října 1893 severně od pruského hřbitova na kraji lesa (pomník č. 275).

### Litinový kříž a dvě plastiky lvů

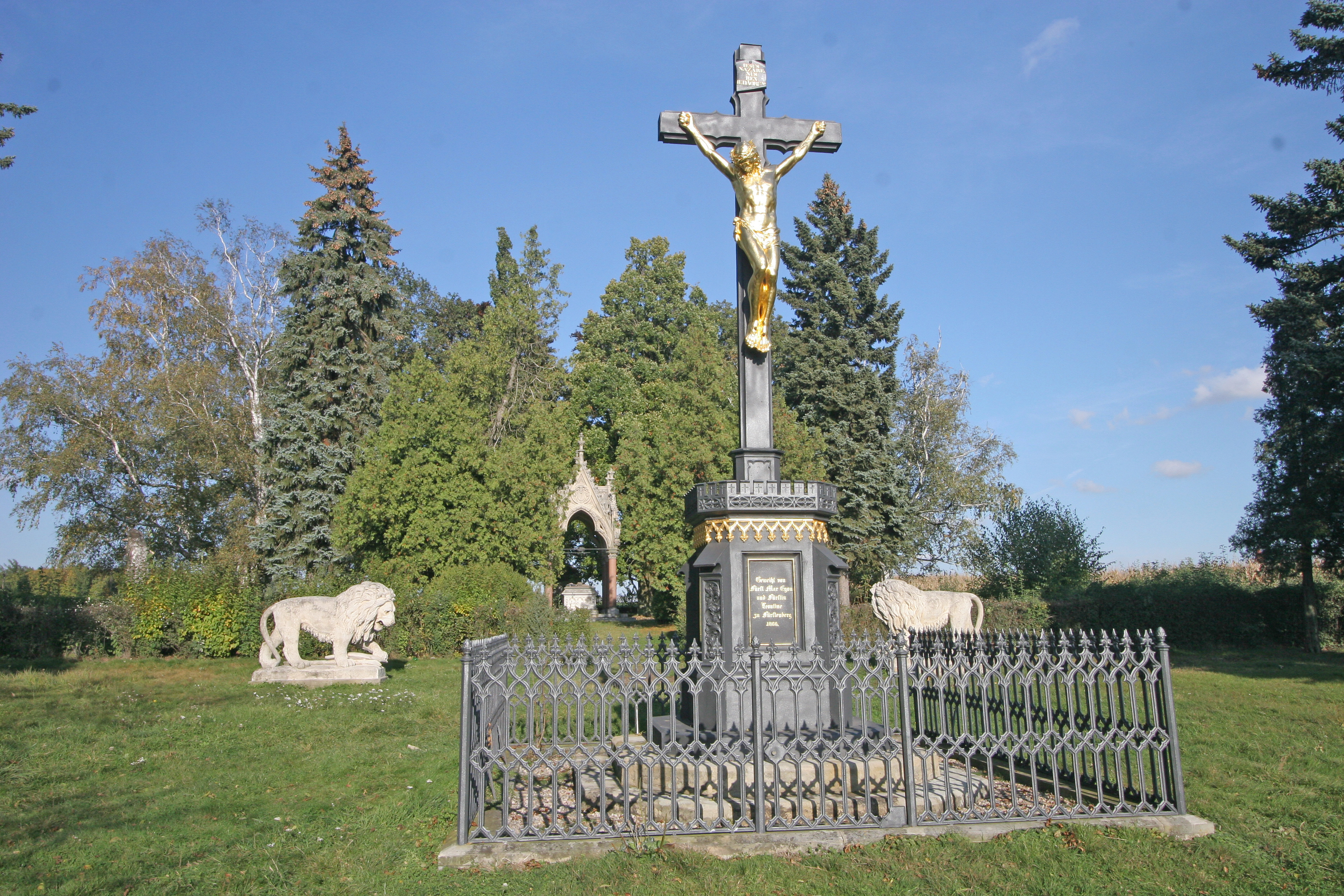
Litinový kříž a dva lvi u ossaria

Pseudogotický kříž na památku padlých vojáků rakouské armády byl postaven 17. prosince 1866 jihozápadně od ossaria a vysvěcen 12. května 1867. Věnoval jej kníže Max Egon zu Fürstenberg s chotí Leontinou, odlit byl v Novém Jáchymově ve slévárně Fürstenbergů. Sochy lvů z mušlového vápence pocházející z Itálie byly umístěny poblíž kříže roku 1900. Darovalo je rakouské ministerstvo války Ústřednímu spolku, zhotoveny byly rakouskými sochaři sloužícími jako vojáci v Itálii (pomníky č. 22 a 381).

## Naučná stezka
Územím bojiště prochází Naučná stezka Centrální bojiště Chlum, která byla zřízena Muzeem východních Čech v Hradci Králové roku 2000. Dalšími naučnými stezkami v oblasti jsou naučná stezka Les Svíb, od roku 2006 zpřístupněná naučná stezka „Josefov-Smiřice-Chlum 1866 a od téhož roku naučná stezka Bitva u Hradce Králové 3. 7. 1866 – jižní křídlo“, vybudovaná Komitétem 1866 ve spolupráci s Mikroregionem Nechanicko, svazkem obcí Mikroregion obcí Památkové zóny 1866 a Muzeem východních Čech v Hradci Králové.

## Muzeum
Nad vsí Lípa u dvora vzniklo Muzeum války 1866.